# Del Carmen
Del Carmen (Bayan ng Del Carmen) är en kommun i Filippinerna. Kommunen ligger på ön Siargao, och tillhör provinsen Surigao del Norte. Folkmängden uppgår till 13 558 invånare.

## Barangayer
Del Carmen är indelat i 20 barangayer.
| - Antipolo - Bagakay (Alburo) - Bitoon - Cabugao - Cancohoy - Caub - Del Carmen (Pob.) - Domoyog - Esperanza - Halian | - Jamoyaon - Katipunan - Lobogon - Mabuhay - Mahayahay - Quezon - San Fernando - San Jose (Pob.) - Sayak - Tuboran |